# Supermensch: The Legend of Shep Gordon
Supermensch: The Legend of Shep Gordon è un documentario del 2013 diretto da Mike Myers, al suo debutto da regista.

## Trama
La storia del manager musicale Shep Gordon, raccontata tramite interviste e video da chi lo conosce.

## Distribuzione
Il documentario è stato presentato in anteprima mondiale il 7 settembre 2013 al Toronto International Film Festival.
La RADiUS-TWC, filiale della Weinstein Company, ha acquistato i diritti del film per distribuire la pellicola nei cinema statunitensi nella prima parte del 2014. La pellicola verrà distribuita nelle sale cinematografiche statunitensi a partire dal 6 giugno 2014.

### Divieto
La pellicola è stata vietata ai minori di 14 anni.

## Riconoscimenti
- 2014 - Hollywood Film Awards
  - Miglior documentario
- 2014 - Miami Film Festival
  - Nomination Miglior documentario